# Gorączka Lassa

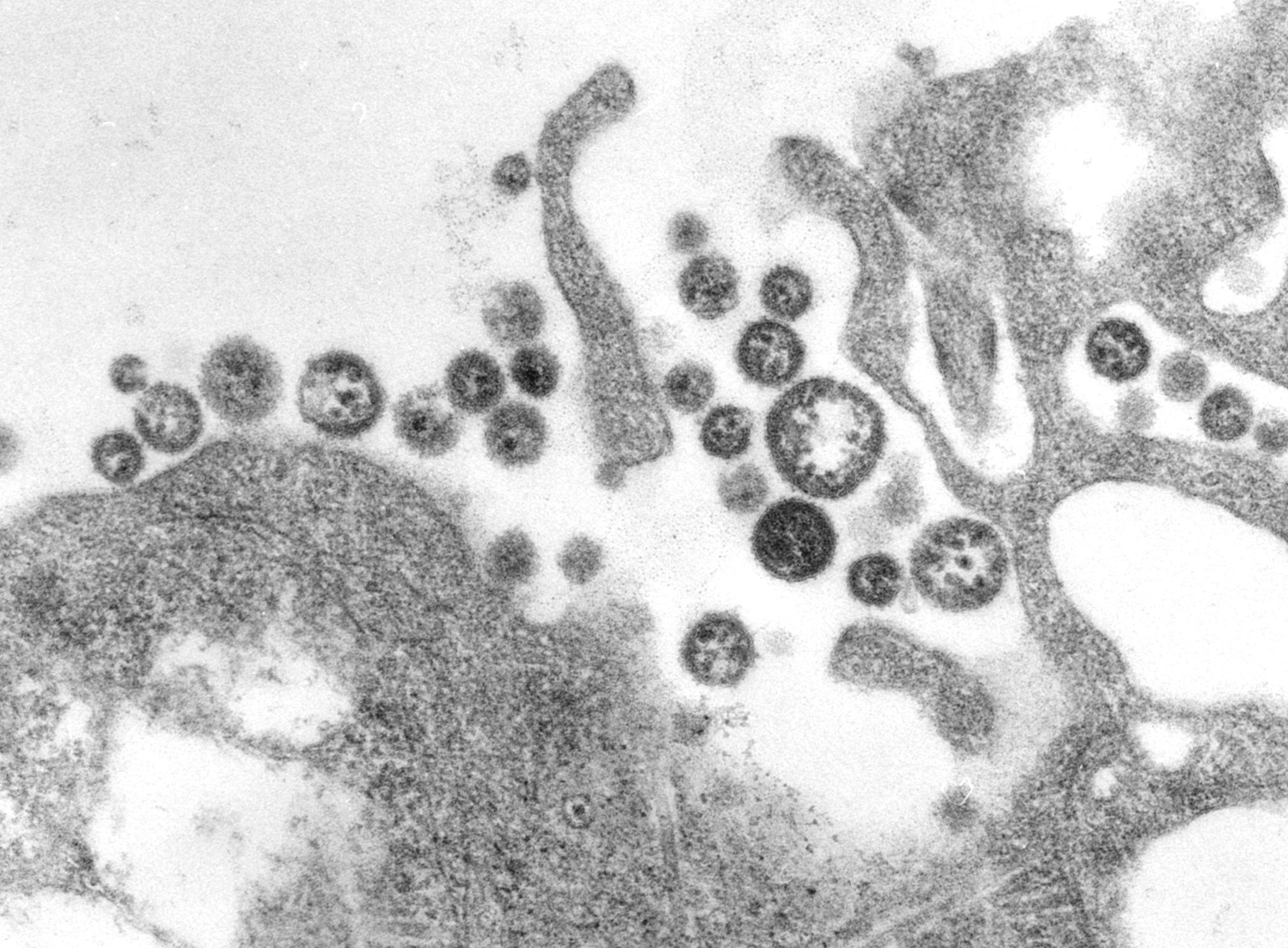
Mikrofotografia wirionów wirusa Lassa w transmisyjnym mikroskopie elektronowym

Gorączka Lassa – jest ostrą wirusową gorączką krwotoczną po raz pierwszy opisaną w 1969 w nigeryjskim mieście Lassa w dolinie rzeki Yedseram. Kliniczne przypadki występowania choroby znane już były znacznie wcześniej (ponad dekadę), lecz nie były skojarzone z patogenem wirusa.
Infekcja występuje powszechnie w państwach zachodniej Afryki, powodując wiele przypadków śmierci. Wybuch epidemii zaobserwowano w następujących państwach:
- Nigeria
- Liberia
- Sierra Leone
- Gwinea
- Republika Środkowoafrykańska

Jest bardzo prawdopodobne, że infekcje wśród ludzi istnieją także w:
- Demokratyczna Republika Konga
- Mali
- Senegal

Występuje duże prawdopodobieństwo przenoszenia poza tereny endemicznego występowania do takich krajów jak Stany Zjednoczone, Wielka Brytania, Holandia, Japonia, Izrael oraz innych.

## Charakterystyka wirusa i zagrożenie epidemią
Wirus należy do rodziny arenawirusów (Arenaviridae). Określono, że wirus jest pochodzenia odzwierzęcego i rozprzestrzenia się na ludzi poprzez gryzonie (Praomys natalensis, dawniej Mastomys natalensis, polska nazwa – mastomys, myszorówka natalska). Jest  bardzo prawdopodobne, że zachorowalność podwyższa spożywanie tych zwierząt. Stanowią one przysmak ok. 90% ludzi w niektórych terenach Afryki równikowej. W przypadku szczurów (Praomys natalensis) infekcja jest często bezobjawowa. Wirus występuje w ich odchodach (mocz i kał) i przenosi się różnymi drogami, także rozpraszając w powietrzu.
Rozprzestrzenianie się infekcji może być oszacowane z uwzględnieniem powszechności występowania przeciwciał w populacji ludzkiej:
- Sierra Leone 8–52%
- Gwinea 4–55%
- Nigeria około 21%

Gorączka Lassa może być przenoszona bezpośrednio z człowieka na człowieka. Drogi rozprzestrzeniania są różne (poprzez krew, mocz, nasienie). Stwierdzono zarażenia u dzieci poprzez mleko matki. Do zakażenia może także dojść podczas lotu samolotem oraz w rejonach lotnisk.
Choroba ta powoduje mniejszą śmiertelność niż Ebola, choć charakteryzuje się podobnymi objawami. Z powodu szybkiej replikacji wirusa i występującego osłabienia, szanse na globalną epidemię są dość małe. Rozprzestrzenianie w inne regiony świata ograniczone jest także tym, że w krótkim czasie po zarażeniu pacjent jest zbyt słaby, aby wejść na pokład samolotu lub skorzystać z innych środków lokomocji.
Wirus powodujący gorączkę Lassa wśród ludzi pojawił się stosunkowo niedawno. Ze względu na występowanie w naturalnym środowisku (wśród gryzoni) jest on trudny do zniszczenia.

## Objawy choroby
Do infekcji u człowieka zwykle dochodzi w wyniku kontaktu z odchodami zwierząt poprzez układ oddechowy lub przewód pokarmowy. Najczęściej zakażenie przenoszone jest przez drobne cząsteczki stanowiące zawiesinę w powietrzu, w których zawarty jest wirus. Do infekcji może dojść także przez uszkodzoną skórę lub błonę śluzową, które są bezpośrednio wystawione na działanie zakażonego materiału. Migracja wirusa z człowieka na człowieka jest także możliwa, zwłaszcza w przypadku pracowników zajmujących się usuwaniem odpadów ze szpitali. Zarażenie drogą płciową (kontakt seksualny) zachodzi sporadycznie.
W 80% przypadków choroba jest bezobjawowa, w 20% pozostałych przypadków występują komplikacje. Szacuje się, że wirus jest odpowiedzialny za około 5000 zgonów rocznie. Zgony w szpitalu, niezależnie od regionu, stwierdza się w 10–16% przypadków.
Po okresie inkubacji od 6 do 21 dni choroba zaostrza się atakując wiele organów wewnętrznych. Objawy gorączki są różne, a można zaliczyć do nich, opuchliznę twarzy, zmęczenie mięśni, jak również zapalenie spojówek i krwawienie ze śluzówek. Następne objawy powstają w wyniku zaatakowania organów wewnętrznych:
Układ pokarmowy
- nudności
- wymioty (krwawienie)
- biegunka (krwawienie)
- ból brzucha
- zaparcia
- dysfagia (utrudnione połykanie)
- zapalenie wątroby

Układ krążenia
- zapalenie osierdzia
- nadciśnienie
- niedociśnienie
- tachykardia (przyspieszenie akcji serca)

Układ oddechowy
- kaszel
- bóle w klatce piersiowej
- duszność
- zapalenie gardła
- zapalenie opłucnej

System nerwowy
- zapalenie mózgu
- zapalenie opon mózgowych
- jednostronna lub dwustronna utrata słuchu
- ataki, napady

Gorączka Lassa jest trudna do odróżnienia od innych wirusowych gorączek krwotocznych takich jak Ebola, Marburg lub od innych chorób powodujących gorączkę takich jak malaria.
Wirus jest obecny w kale i w moczu od 3 do 9 tygodni, a w nasieniu przez 3 miesiące.

## Leczenie
Wszystkie osoby podejrzane o zakażenie tą chorobą należy odizolować. Należy także zwrócić uwagę na odpowiedni sposób pozbycia się wszelkich odchodów.
Wczesne próby leczenia za pomocą rybawiryny (Ribavirin) zastosował Joe McCormick w 1979 roku. Po szczegółowych testach określono, że zastosowanie prawidłowej diagnozy prowadzi do sukcesu. Dodatkowo, rybawiryna jest prawie dwa razy skuteczniejsza, kiedy jest podawana dożylnie, niż drogą doustną. Lek ten oddziałuje na metabolizm wirusa powodując zatrzymanie jego replikacji. Środek ten jest stosunkowo niedrogi, lecz koszt jego jest i tak stosunkowo wysoki w rejonach świata dotkniętych ubóstwem. W celach leczenia stosuje się także leczenie surowicą ozdrowieńców, leczenie hipotermią itd.

## Replikacja wirusa
Replikacja wirusa zachodzi bardzo szybko.
Wirus Lassa infekuje prawie każdą tkankę ludzkiego ciała. Na początku błonę śluzową, jelita, płuca i układ moczowy, a następnie układ naczyniowy.

## Testy laboratoryjne
W celu rozpoznania choroby, oceny jej przebiegu i powikłań prowadzone są badania laboratoryjne w szerokim zakresie. Test ELISA dla antygenu i przeciwciał IgM charakteryzuje się 88% czułością i 90% swoistością na obecność infekcji. Inne badania laboratoryjne dla gorączki Lassa dotyczą:
- limfopenii,
- małopłytkowości,
- wzrostu poziomu aminotransferazy asparaginianowej we krwi.

## Zapobieganie
Kontrola populacji gryzoni jest w praktyce niemożliwa, tak jak i trzymanie ich z dala od domów i żywności oraz dbanie o faktyczną higienę osobistą ludności. Zaleca się natomiast stosowanie rękawiczek, masek, fartuchów i okularów ochronnych w przypadku kontaktu z zarażonym człowiekiem.
Nie ma obecnie szczepionki przeciwko tej chorobie choć prace nad nią nadal trwają. Wiadomo że wirus z Mozambiku jest zbliżony do wirusa gorączki Lassa, choć nie powoduje takiej śmiertelności. Uważa się jednak, że może być użyty w szczepionce przeciwko gorączce Lassa.
Naukowcy z USAMRIID (United States Army Medical Research Institute of Infectious Diseases), prowadzący badania nad sposobami ochrony  przed wojną biologiczną zapowiadają pojawienie się już wkrótce szczepionki. Stworzono już replikacyjno-wydolną szczepionkę przeciwko wirusowi Lassa, bazującą na rekombinacji wirusa wywołującego zapalenie jamy ustnej wyrażającego nosiciela glikoproteidu wirusa Lassa. Po pierwszym zastrzyku domięśniowym u ssaków naczelnych nie stwierdzono śmiercionośnych przypadków, a także nie ujawniły się kliniczne objawy.

## Rokowanie
Około 15%–20% pacjentów umiera. Śmiertelność leczonej gorączki Lassa wynosi co prawda 1%, ale w przypadku wystąpienia epidemii sięga ona 50%. Dzięki leczeniu rybawiryną współczynnik śmiertelności stale spada.

## Wirus gorączki Lassa jako broń biologiczna
Wirus Lassa został sklasyfikowany przez CDC w kategorii A czynników broni biologicznej. Wirus ten potencjalnie może być wykorzystany jako broń biologiczna.